# Santadi
Santadi település Olaszországban, Szardínia régióban, Carbonia-Iglesias megyében. Lakosainak száma 3163 fő (2023. január 1.). Santadi Assemini, Domus de Maria, Nuxis, Piscinas, Pula, Teulada, Villa San Pietro és Villaperuccio községekkel határos.

## Népesség
A település lakossága az elmúlt években az alábbi módon változott:
| Lakosok száma | 3434 | 3385 | 3163 |
|               | 2017 | 2018 | 2023 |